# Svartträsket (Ingarö socken, Uppland)
Svartträsket är en sjö på Ingarö i Värmdö kommun, Uppland och ingår i Norrström-Tyresåns kustområde. Sjön är 9,5 meter djup, har en yta på 0,0554 kvadratkilometer och befinner sig 33,2 meter över havet. Vid provfiske har abborre och mört fångats i sjön.

## Delavrinningsområde
Svartträsket ingår i det delavrinningsområde (657401-697243) som SMHI kallar för Utloppet av Återvallsträsk. Medelhöjden är 34 meter över havet och ytan är 5,71 kvadratkilometer. Det finns inga avrinningsområden uppströms utan avrinningsområdet är högsta punkten. Avrinningsområdets utflöde mynnar i havet.